# 425º Reggimento d'assalto "Skala"
Il 425º Reggimento d'assalto autonomo "Skala" (in ucraino 425-й oкремий штурмовий полк «Скала»?, 425-j okremyj šturmovyj polk «Skala», lett. "Roccia", unità militare A4862) è un'unità di fanteria d'assalto delle Forze terrestri ucraine, subordinata al Comando operativo "Est" e con base a Dnipro.

## Storia
L'unità è nata alla vigilia dell'invasione russa dell'Ucraina del 2022 come battaglione di volontari, comprendendo diversi gruppi che sarebbero stati impegnati nell'assalto alle posizioni nemiche e all'utilizzo di droni per la ricognizione e l'attacco diretto ai soldati russi. Prende il nome dal nome di battaglia del suo comandante, Jurij "Skala" Harkavyj, che nei primi giorni di guerra ha coordinato questi gruppi di fuoco per la difesa della città di Charkiv. In seguito ha ottenuto un grande successo durante la controffensiva ucraina nella regione di Charkiv del settembre 2022, operando a stretto contatto con la 93ª Brigata meccanizzata e contribuendo alla riconquista di Izjum. Successivamente alla liberazione della regione è stato impiegato nella battaglia di Bachmut, dove all'inizio di dicembre ha abbattuto un Sukhoi Su-24 russo. Il battaglione ha quindi preso parte ai duri combattimenti urbani nei primi mesi del 2023, fino alla completa caduta della città alla fine di maggio.
A partire da giugno 2023 ha partecipato alla controffensiva estiva nella regione di Zaporižžja, dove ad agosto ha cooperato con la 47ª Brigata meccanizzata durante la riconquista del villaggio di Robotyne. A partire da novembre, a causa dell'imponente offensiva russa contro la cittadina fortificata di Avdiïvka, come molte unità ucraine il battaglione è stato trasferito a est, in particolare a nord dell'insediamento. Nell'autunno del 2023 è stato inoltre riorganizzato, diventando ufficialmente il 425º Battaglione d'assalto "Skala". A marzo 2024 ha ricevuto i veicoli trasporto truppe M1117 donati dagli Stati Uniti. Nella seconda metà di aprile è stato coinvolto nei duri combattimenti che hanno portato alla rapida caduta in mano russa del villaggio di Očeretyne, coprendo il fianco sinistro dello schieramento ucraino. Alla fine di giugno è stato trasferito a Časiv Jar per contribuire alla difesa della cittadina. A luglio è stato invece schierato nel settore di Torec'k, dove ha effettuato alcuni contrattacchi a N'ju-Jork, senza però riuscire a respingere la 132ª Brigata fucilieri motorizzata dal villaggio. Alla fine di settembre è stato impiegato a sostegno della 71ª e della 152ª Brigata cacciatori nella difesa del settore di Pokrovs'k dall'offensiva russa. All'inizio di gennaio è stato impiegato in un contrattacco presso il villaggio di Vozdvyženka, riuscendo a respingere la 5ª Brigata fucilieri motorizzata.
A gennaio 2025 il battaglione è stato espanso al rango di reggimento, venendo rinforzato con carri armati Leopard 1A5 di provenienza tedesca e unità di artiglieria. Il 20 gennaio Jurij Harkavyj, comandante dell'unità, è stato insignito dal presidente Volodymyr Zelens'kyj del titolo di Eroe dell'Ucraina, la più alta onorificenza del paese. All'inizio di febbraio elementi del reggimento hanno contrattaccato con successo in direzione del villaggio di Piščane, a sudovest di Pokrovs'k, riconquistando terreno alle spalle delle forze russe che avevano oltrepassato la strada T0406 all'altezza di Kotlyne. Nel maggio 2025, dopo un lungo addestramento, il reggimento ha costituito un compagnia d'assalto su motociclette, il primo reparto di questo tipo nelle Forze armate ucraine. Nella seconda metà di luglio il 225º e 425º Reggimento d'assalto ucraini sono stati impiegati in un contrattacco presso Kindrativka, nell'oblast' di Sumy, circondando parzialmente elementi della 40ª e 155ª Brigata fanteria di marina e del 30º Reggimento della 72ª Divisione fucilieri motorizzata, costringendoli a ripiegare dopo aver subito gravi perdite pari a circa tre battaglioni. Ad agosto il reggimento ha preso parte ai contrattacchi ucraini volti a fermare la penetrazione russa a est di Dobropillja, infliggendo diverse perdite ai reparti della 30ª e 110ª Brigata fucilieri motorizzata.
Nell'agosto 2025 il comandante in capo delle Forze armate ucraine, Oleksandr Syrs'kyj, ha annunciato la costituzione delle Truppe d'Assalto come nuovo ramo dell'esercito ucraino, al fine di creare un comando unificato per i cinque reggimenti d'assalto al momento esistenti che rispondesse direttamente al comando supremo.

## Struttura
- Comando di reggimento[25]
- 1º Battaglione d'assalto
- 2º Battaglione d'assalto
- 3º Battaglione d'assalto "Skala-Dnipro"
- 4º Battaglione fanteria
- 5º Battaglione fanteria
- Battaglione fucilieri speciale "Škval"
- Compagnia motociclette d'assalto
- Battaglione sistemi senza pilota
- Compagnia corazzata (Leopard 1A5)
- Battaglione artiglieria (2S1 Gvozdika e BM-21 Grad)